# Dennis Bauer
Pour les articles homonymes, voir Bauer.
Dennis Bauer est un escrimeur allemand né le 18 décembre 1980 à Coblence, ayant pour arme le sabre. 

## Biographie
Dennis Bauer remporte la médaille de bronze dans l'épreuve de sabre par équipe aux Jeux olympiques d'été de 2000 se tenant à Sydney. Dans l'épreuve individuelle, il se fait éliminer au troisième tour par le Français Damien Touya.
Une nouvelle médaille de bronze en sabre par équipe est conquise lors des Championnats du monde d'escrime 2002 à Lisbonne.